# Xuedytes bellus
Xuedytes bellus (лат.) — вид пещерных жуков, единственный представитель монотипического рода Xuedytes семейства жужелицы (Carabidae). Эндемик Китая. Название рода происходит от китайского слова «Xue», означающего «пещера», видовое название X. bellus происходит от латинского слова «Bellus», означающего «красивый».

## Распространение
Южный Китай (Дуань-Яоский автономный уезд, округ Хэчи, Гуанси-Чжуанский автономный район).

## Описание
Слепые троглобионты с вытянутой грудью и очень длинными 11-члениковыми усиками и тонкими ногами. Тело желтовато-коричневое, но усики, щупальцы и лапки светлее; блестящие. Длина: 8,3—9,0 мм (от вершины правой мандибулы до вершины надкрыльев) или 7,5—8,6 мм (от лабрума до вершины надкрыльев); ширина: 1,4—1,5 мм. Обладают сходством с родами жужелиц Giraffaphaenops и Dongodytes, но у Xuedytes проторакс много длиннее головы, надкрылья очень узкие и вытянутые, на голове три пары фронтальных пор. Обнаружены на сталактитах и стенах пещеры,
чья длина составляет около 200 м.